# SECOR 7
SECOR 7 (ang. SEquential COllation of Range) – amerykański wojskowy satelita geodezyjny, którego zadaniem było określanie dokładnych współrzędnych geograficznych trudno dostępnych rejonów Ziemi. Stanowił część programu SECOR. Wraz z satelitą ERS 15, stanowił ładunek dodatkowy misji MIDAS 11. Satelita znany był także jako EGRS 6 (Electronic & Geodetic Ranging Satellite).

## Budowa i działanie

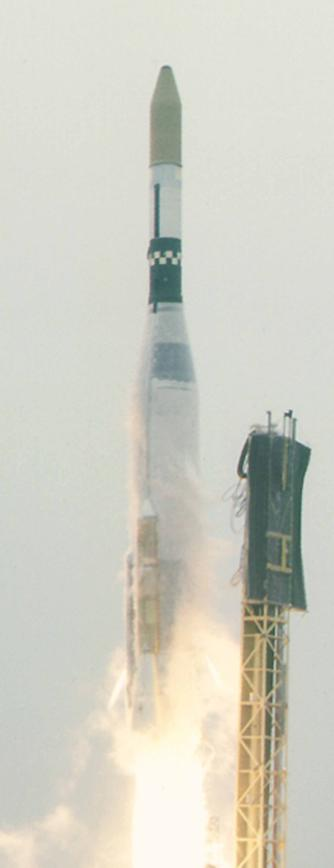
Start rakiety Atlas Agena D z satelitą MIDAS 11, 19 sierpnia 1966 roku, gdzie ładunkiem dodatkowym był satelita SECOR 7.

Satelity SECOR należały do amerykańskiej wojskowej jednostki USAETL (U.S. Army Engineer Topographic Laboratories). Zostały zbudowane przez firmę Cubic Corporation. Celem programu SECOR było opracowanie technologii służących do dokładnego określania współrzędnych geograficznych trudno dostępnych obszarów Ziemi. Metoda określania współrzędnych geograficznych polegała na współpracy z satelitą 4 naziemnych, mobilnych punktów kontrolnych, z których wysyłano do satelity sygnały radiowe, a następnie po przetworzeniu ponownie je odbierano. Dokładne współrzędne trzech punktów musiały być znane, aby określić nieznane współrzędne czwartego punktu . W praktyce działanie satelity polegało na wyznaczaniu współrzędnych topograficznych nowych punktów, które były oddalone od zbadanych i opisanych już punktów od 160 do 4800 kilometrów. Podczas trwania programu, na orbicie miał przebywać przynajmniej jeden działający satelita tego typu .  
Satelita, którego większość komponentów zbudowana była z aluminium, miał kształt sześcianu, na którego bokach zamontowano służące do wytwarzania energii elektrycznej ogniwa słoneczne. Wnętrze satelity zawierało, poza bateriami do magazynowania energii elektrycznej, także nadajnik radiowy TR-30A wyposażony w tranzystory. Na zewnątrz satelity umieszczono dziewięć zbudowanych ze stalowych prętów anten. .
Doświadczenia zdobyte przy budowie i działaniu satelitów programu SECOR przyczyniły się do opracowania satelitów nawigacyjnych GPS .

## Misja
Misja rozpoczęła się 19 sierpnia 1966 roku, kiedy rakieta Atlas Agena D wyniosła z kosmodromu Vandenberg na niską orbitę okołoziemską trzy satelity, wśród których był SECOR 7. Po znalezieniu się na orbicie SECOR 7 otrzymał oznaczenie COSPAR 1966-077B . Z powodu zakłóceń w działaniu nadajnika radiowego, a także zrywaniu łączności z naziemnymi stacjami, tracono około połowę danych wysyłanych przez satelitę .
Satelita pozostaje na orbicie, której parametry to 3673 km w perygeum i 3716 km w apogeum .